# Опухоли головы и шеи
Под термином «опухоли головы и шеи» описываются злокачественные новообразования различной гистологической структуры, локализующиеся на слизистой оболочке губ, в полости рта, глотке, гортани и шейном отделе пищевода, полости носа и параназальных синусов, слюнных железах. В общее понятие «опухоли головы и шеи» не включены опухоли центральной нервной системы (ЦНС), новообразования глаза, первичные опухоли лимфатической системы, опухоли нервной и эндокринной систем, которые также могут развиваться в данной анатомической области.
По анатомическому расположению различают следующие виды опухолей:
- опухоли кожи лица
- опухоли  челюстей
- опухоли  губ
- опухоли слюнных желез
- опухоли слизистой оболочки полости рта
- опухоли языка
- опухоли глотки
- опухоли шейного отдела пищевода
- опухоли гортани
- опухоли носовой полости и параназальных пазух

## Факторы риска опухолей головы и шеи
- злоупотребление алкоголем
- курение, употребление жевательного или нюхательного табака
- вирус Эпштейна-Барр, вирус папилломы человека
- профессиональные вредности (текстильная или древесная пыль, краски, металлы, растворители, сажа)
- радиоактивное излучение
- употребление в пищу мате
- регулярное употребление слишком горячей пищи
- низкий уровень гигиены ротовой полости
- использование спиртсодержащих ополаскивателей рта

## Классификация опухолей головы и шеи
Новообразования головы и шеи подразделяются согласно следующей классификации:
По клиническому течению:
- доброкачественные
- промежуточные (местнодеструирующие)
- злокачественные

По тканевой принадлежности:
- из эпителия
- из соединительной ткани
- из нервной ткани
- из меланообразующей ткани

По степени дифференцировки опухолевых клеток:
- зрелые (высокодифференцированные)
- незрелые (малодифференцированные и недиференцированные)

По степени распространённости: согласно TNM-классификация стадий развития злокачественных опухолей

## Лечение
- Моноклональные антитела: ниволумаб, пембролизумаб.